# Атом Мілітарі
Атом Мілітарі — електричний велосипед, що розроблений на базі цивільної версії Атом та випускається українською компанією Eleek спеціально для потреб Збройних сил України.

## Історія
Після початку повномаштабного вторгнення збройних формувань РФ в Україну 24 лютого 2022 року українська компанія Eleek, що спеціалізується на випуску електричних велосипедів, спеціально для потреб українських військових на базі цивільної моделі Atom було створено версію електровелосипеда Atom Military, який здатний бути витривалим, надійним, тихим (безшумним), компактним і потужним. На етапі проектування військовими було поставлене завдання: байк повинен проїхати у будь-якій агресивній місцевості тихо і спритно. Версія Military чудово себе зарекомендувала у військовій сфері та продовжує допомагати Збройним силам України, а 30 липня 2024 року в оборонному відомстві кодифікували український електричний велосипед під назвою «Атом Мілітарі».
9 травня 2022 року військовим передали першу партію Атом Мілітарі. Виготовлений на основі цивільної версії з урахуванням побажань військових, електровелосипед має схожі експлуатаційні характеристики, як і класичний кросовий мотоцикл: швидкість, вантажопідйомність. Проте Атом Мілітарі значно легший та повністю безшумний за бензиновий мотоцикл, що надає йому більше переваг на полі бою (ворогу його важче почути й виявити). Під час роботи електродвигун не залишає теплового сліду, тобто непомітний для ворожих тепловізорів. Впродовж двох років війни кілька сотень таких електровелосипедів, переданих волонтерами або закуплені коштом фондів допомоги війську, продовжують успішно виконувати завдання на фронті.
7 листопада 2023 року чергову партію Атом Мілітарі отримав 132-й окремий розвідувальний батальйон Десантно-штурмових військ.

## Опис конструкції та характеристики
В умовах бойових дій електробайк має щонайменше п'ять переваг перед традиційним мотоциклом з двигуном внутрішнього згоряння. Він повністю безшумний та не залишає теплового сліду, що робить його чудовим транспортом для розвідників. Електровелосипед простіший у використанні й догляді, не потребує додаткових інструментів. Встановлений електродвигун має значно більшу тягову спроможність, ніж бензиновий мотоцикл. Але найголовніший плюс електромотоцикла — це не лише транспортний засіб, а й мобільна мініелектростанція. Може заряджати павербанки, акумулятори, живити старлінки. Бо має інвертор, який може видавати електричний струм напругою 220 В, живити пристрої потужністю до 400 Вт. Атом Мілітарі обладнаний спеціальним роз'ємом, який дозволяє живити інвертор потужністю до 5 кВт.
На вимогу військових Атом Мілітарі виготовляється в різних конфігураціях:
- Для гранатометників на мотоцикл ставиться багажник для боєприпасів
- Для саперів — кронштейни для перевезення мін
- Для снайперів — спеціальні інфрачервоні фари, які працюють разом зі спеціальними окулярами-тепловізорами
- Для піхотинців виготовляють комплектацію зі спеціальними причепами, якими перевозять набої, провізію, речі та обладнання.
- Спецпризначенцям найчастіше потрібно міняти їздові характеристики, залежно від поставленого завдання. Одним — щоб максимальна швидкість була меншою, але значно більший запас ходу. Іншим — навпаки, треба робити спринтерський заїзд[1].

Характеристики:
- максимальна швидкість: до 90 км/год
- пробіг на одному заряді: 100-150 км
- номінальна потужність двигуна: 3000 Вт
- час заряду: 5 годин

## Бойове застосування
Починаючи з 2022 року Атом Мілітарі активно використовується бійцями різних родів військ і сил ЗСУ для виконання завдань на полі бою з відбиття повномаштабної збройної агресії РФ проти України.